# Dom Ariański

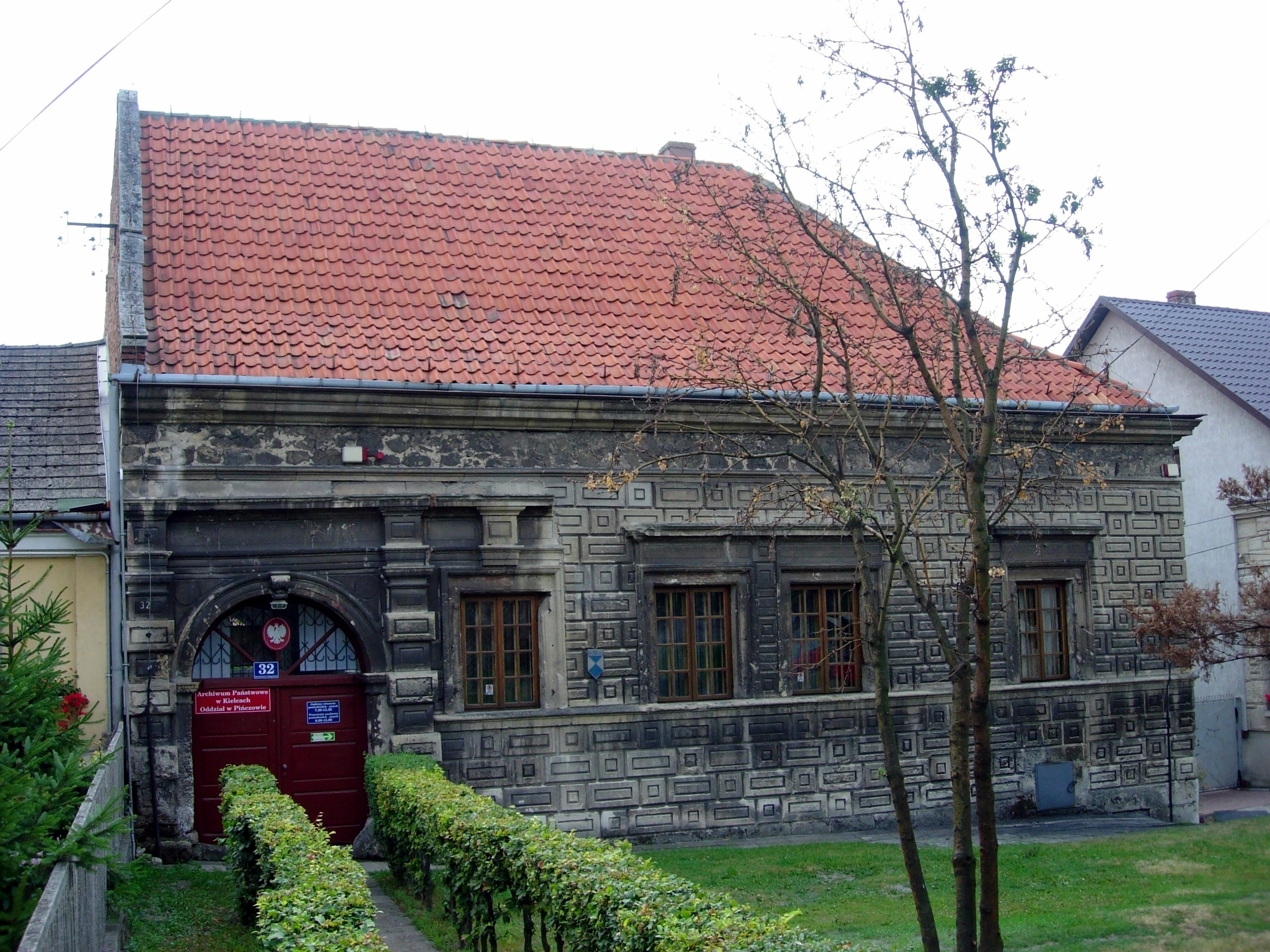
Budynek w 2006 roku

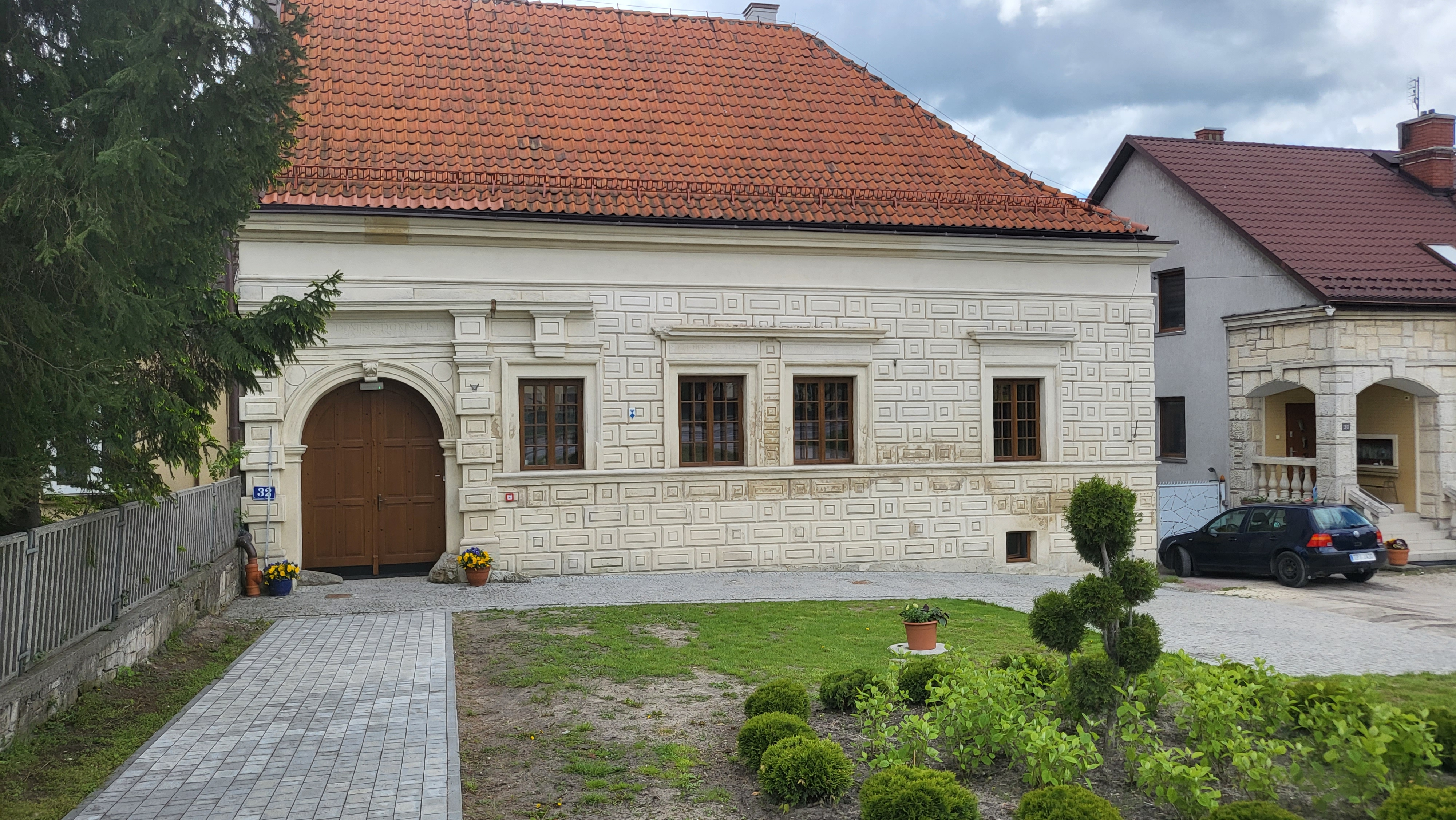
Obiekt po remoncie w 2021 roku

Dom Ariański w Pińczowie – zabytkowy budynek znajdująca się w Pińczowie w dzielnicy Mirów. Obecnie mieści jeden z oddziałów Muzeum Regionalnego. 
Dom Ariański zbudowano w południowo-wschodnim narożniku rynku mirowskiego na przełomie XVI/XVII w. Po zniszczeniach obu wojen światowych został odnowiony w 1948 roku. W latach 2020–2021 przeszedł gruntowną rewitalizację i mieści obecnie oddział muzeum. Są w nim organizowane różnego rodzaju wystawy czasowe.
Budynek zwany jest niekiedy niesłusznie „Drukarnią Ariańską”, jednak nigdy nie pełnił funkcji drukarni, co potwierdziły przeprowadzone badania. 